# Завадський Гнат Олександрович
Гнат (Ігнатій) Олександрович Завадський (11 травня 1875 — невідомо) — старшина Дієвої армії УНР.

## Життєпис
Закінчив Аракчеєвський Нижньогородський кадетський корпус, 1-ше військове Павлівське училище (1894 р.), служив у 12-му гренадерському Астраханському полку (Москва). Закінчив Миколаївську академію Генерального штабу за другим розрядом. З 20 червня 1899 року — офіцер-вихователь Ярославського кадетського корпусу. З 28 вересня 1905 року — офіцер-вихователь Миколаївського кадетського корпусу (Санкт-Петербург). З 6 грудня 1908 року — підполковник. З 1913 року — полковник, начальник Херсонської військово-фельдширської школи.
З 1 липня 1918 року — помічник начальника відділу Головного штабу Української Держави. З 18 серпня 1919 року — начальник штабу 9-ї Залізничної дивізії Дієвої армії УНР. З 1 жовтня 1919 року перебував у розпорядженні штабу Дієвої армії УНР. Подальша доля не відома.